# هری لنگدون
هری لنگدون (انگلیسی: Harry Langdon؛ ۱۵ ژوئن ۱۸۸۴ – ۲۲ دسامبر ۱۹۴۴) یک هنرپیشه اهل ایالات متحده آمریکا بود. وی بین سال‌های ۱۹۰۳ تا ۱۹۴۴ میلادی فعالیت می‌کرد.

## فیلمشناسی
- ولگرد